# بارياصور
البارياصور (الاسم العلمي:†Pareiasaurus) هو جنس من الزواحف المنقرضة يتبع فصيلة البارياصورات من رتبة أشباه البارياصورات.

## أنواع البارياصور
- بارياصور أمريكي
- بارياصور بايني